# NBA 2K14
NBA 2K14 es un videojuego de baloncesto desarrollado por Visual Concepts y publicado por 2K Sports. Fue lanzado el 4 de octubre de 2013 para Microsoft Windows, PlayStation 3, Xbox 360, PlayStation 4 y Xbox One.
LeBron James es el jugador portada del videojuego, aportando no solo su imagen al vídeo introductor al juego sino que la banda sonora también fue realizada por el entonces jugador de Miami Heat.
Este es el primer juego en consolas de siguiente generación para ese entonces el PlayStation 4 y el Xbox One que habían sido lanzadas en 2013 respectivamente.

## Modos de juego
- Mi CARRERA : En este modo se controla a un jugador, anteriormente creado y personalizado, que tiene que fichar por equipos de la NBA (cada vez mejores equipos)  e intentar ganar el título tras unas temporadas.

- Mi GM : El objetivo de este modo, como el anterior, es ganar el título de la NBA, pero siendo el "General Mánager" ( fichando jugadores, jugando partidos... ).

- Mi Equipo : Este modo de juego consiste en conseguir el mejor equipo posible partiendo de un equipo pésimo. Consigue jugadores ganando VC y comprando potenciadores. Puedes jugar MI EQUIPO en línea o contra la cpu.

## Euroliga
El 2 de julio de 2013; 2K Sports y Euroliga firmado un acuerdo exclusivo de varios años para incluir a los equipos en el juego. Esto marca la primera vez que los equipos de Euroliga han aparecido en la serie NBA 2K.
Estos son todos los equipos europeos que aparecen en el juego:
| Región o País | Equipo                    |
| ------------- | ------------------------- |
| España        | Real Madrid Baloncesto    |
| España        | FC Barcelona Regal        |
| España        | Laboral Kutxa             |
| España        | Unicaja de Málaga         |
| Grecia        | Olympiacos Piraeus        |
| Grecia        | Panathinaikos BC          |
| Turquía       | Fenerbahçe Ülkerspor      |
| Turquía       | Anadolu Efes S.K.         |
| Italia        | Montepaschi Siena         |
| Italia        | EA7 Emporio Armani Milano |
| Alemania      | ALBA Berlin               |
| Israel        | Maccabi Tel Aviv          |
| Rusia         | CSKA Moscow               |

## Banda sonora
Como anécdota y novedad, la banda sonora del NBA 2K14 fue escogida por el propio LeBron James, jugador y estrella de los Cleveland Cavaliers.
- Big K.R.I.T. - Cool 2 Be Southern
- Coldplay - Lost!
- Cris Cab - Paradise (on Earth)
- Daft Punk - Get Lucky
- Drake - Started from the Bottom
- Eminem - Not Afraid
- Fly Union - Long Run
- Gorillaz - Clint Eastwood
- Imagine Dragons - Radioactive
- Jadakiss - Can't Stop Me
- Jay-Z - The Blueprint
- John Legend - Who Do We Think We Are
- Kanye West - All of the Lights
- Kendrick Lamar - Now or Never
- Macklemore - Can't Hold Us
- Nas - Hate Me Now
- Phil Collins - In the Air Tonight
- Robin Thicke - Blurred Lines
- The Black Keys - Elevator
- The Black Keys - Howlin' for You

- Datos: Q13715618